# Wahl zum Schwedischen Reichstag 1948
Die Wahl zur Zweiten Kammer des Schwedischen Reichstags 1948 fand am 19. September statt.

## Wahlergebnis
- SKP: 8
- S: 112
- B: 30
- FP: 57
- H: 23

| Partei                            | Partei                                      | Parteivorsitzender                | Stimmen            | Stimmen | Stimmen | Mandatsverteilung | Mandatsverteilung |
| Partei                            | Partei                                      | Parteivorsitzender                | Absolut            | %       | +− %    | Absolut           | +−                |
| --------------------------------- | ------------------------------------------- | --------------------------------- | ------------------ | ------- | ------- | ----------------- | ----------------- |
|                                   | Socialdemokraterna (Sozialdemokraten)       | Tage Erlander                     | 1 789 440          | 46,13   | −0,42   | 112               | −3                |
|                                   | Folkpartiet (Volkspartei / rechtsliberal)   | Bertil Ohlin                      | 882 414            | 22,75   | +9,84   | 57                | +31               |
|                                   | Bondeförbundet (Bauernpartei / agrarisch)   | Axel Pehrsson-Bramstorp           | 480 361            | 12,38   | −1,26   | 30                | −5                |
|                                   | Högerpartiet ((Rechts-)Konservative)        | Fritiof Domö                      | 478 779            | 12,34   | −3,50   | 23                | −16               |
|                                   | Sveriges kommunistika parti (kommunistisch) | Sven Linderot                     | 244 812            | 6,31    | −4,01   | 8                 | −7                |
|                                   | andere Parteien                             | —                                 | 3 293              | 0,08    | −0,66   | —                 | —                 |
| gültige Stimmen / Sitze insgesamt | gültige Stimmen / Sitze insgesamt           | gültige Stimmen / Sitze insgesamt | 3 879 099          | 100,00  |         | 230               |                   |
| ungültige Stimmen                 | ungültige Stimmen                           | ungültige Stimmen                 | 16 062             |         |         |                   |                   |
| Stimmen insgesamt                 | Stimmen insgesamt                           | Stimmen insgesamt                 | 3 895 161 (82,7 %) |         |         |                   |                   |